# Chelsae Durocher
Chelsae Durocher (Tecumseh, 22 dicembre 1990) è una modella canadese.
È stata incoronata Miss Universo Canada il 25 giugno 2011 presso il Jane Mallet Theater di Toronto, Ontario, dove la Durocher ha battuto le altre cinquantacinque concorrenti del concorso. Al momento dell'elezione la modella canadese era una studentessa presso l'università di Windsor, e parla fluentemente inglese e francese
La modella, che è alta un metro e settantacinque, ha alle spalle una lunga carriera nei concorsi di bellezza. Nel 2009 si era classificata ala quinto posto del concorso Miss Teen Canada World ed aveva vinto il concorso Miss Teen Ontario-World. Nel 2010 aveva invece vinto il titolo di Miss Global Teen Canada e si era classificata al terzo posto del concorso Miss Global Teen.
Chelsae Durocher ha rappresentato il Canada in occasione del concorso di bellezza internazionale Miss Universo 2011, che si è tenuto a São Paulo, in Brasile, il 12 settembre 2011.